# 小行星7351
小行星7351（英語：7351 Yoshidamichi）是一颗围绕太阳公转的小行星。1993年12月12日，小林隆男在大泉町发现了此天体。
这颗小行星的绝对星等为116.38004等。